# Anelosimus rupununi
Anelosimus rupununi är en spindelart som beskrevs av Claude Lévi 1956. Anelosimus rupununi ingår i släktet Anelosimus och familjen klotspindlar. Inga underarter finns listade i Catalogue of Life.